# Андрій Сапіга
Андрій Сапіга (1539—1621) — державний та військовий діяч, урядник Речі Посполитої.

## Біографія
Походив з литовсько-білоруського магнатського роду Сапіг гербу Лис Коденської гілки. Син Павла Сапіги, воєводи новогрудського, та Олександри Ходкевич. Народився близько 1539 року. Спочатку здобув гарну домашню освіту. Потім навчався в Падуанському університеті (Італія). У 1569 році одружився з представницею князівського роду Чорторийських. Проте вона невдовзі померла. 1570 одружився вдруге — з шляхтянкою Христиною Дембінською.
Брав участь у Лівонській війні. У 1577 році очолив оборону Вендена. 1578 року у битві під Венденом спільно зі шведським військом на чолі з Юргеном Боєм завдав нищівної поразки московському війську на чолі із Іваном Голіциним. У 1579 році виїхав до Італії, але вже у 1580 року повернувся до країни.
Піднесенню його кар'єри сприяв родич Лев Сапіга У 1588 році отримує посаду підчашого великого литовського. 1592 року стає каштеляном Мінського замку. У 1597 року призначається воєводою полоцьким (перебував на посаді до 1621 року). Намагався придушити тут промосковські настрої. Водночас проводив політику покатоличення місцевого населення. З 1600 року намагався позбутися посади полоцького воєводи. Спочатку намагався продати її Миколі Сапіги, проте не домовився щодо суми.
1601 року викупив містечко Горбів у Пжеслава Горбовського. У 1608 році перебував в Інгольштадті. 1609 року повернувся до Полоцька, де вступив у конфлікт із місцевими міщанами. У 1613 році продав посаду полоцького воєводи за 12 тис. польських злотих Михайлу Друцькому-Соколинському.
У 1621 року отримує посаду воєводи смоленського, але помер того ж року у вересні або напочатку жовтня.

## Родина
1. Дружина — Марина, донька Олександра Чорторийського, воєводи волинського
дітей не було
2. Дружина — Христина Дембінська
Діти:
- Станіслав Томаш
- Анна, дружина Станіслава Ласоцького, каштеляна черського
- Олександра, дружина Єроніма Гостомського, воєводи познаньського
- Христина
- Ядвіга
- Марина
- Дорота